# Flamarens
Flamarens är en kommun i departementet Gers i regionen Occitanien i sydvästra Frankrike. Kommunen ligger i kantonen Miradoux som tillhör arrondissementet Condom. År 2022 hade Flamarens 136 invånare.

## Befolkningsutveckling
Antalet invånare i kommunen Flamarens
Referens:INSEE